# Felix Charin
Felix Charin (geboren 22. August 1985 in Neustrelitz) ist ein deutsch-russischer Filmregisseur, Drehbuchautor und Produzent.

## Leben

### Anfänge und erste Filme
Felix Charin wurde als Sohn einer deutschen Mutter und eines russischen Vaters in Neustrelitz geboren. Als Kind und Jugendlicher spielte er am Landestheater Neustrelitz, sowie in einer Theatergruppe in Bützow. Während seiner Schulzeit lebte er zeitweise in Russland, sowie den USA. 2012 absolvierte er seinen Abschluss auf der HFF (Hochschule für Fernsehen und Film) in München.
Sein Diplomfilm an der HFF München war Leben Lassen, den er zusammen mit Arte und dem BR produzierte, das Drehbuch schrieb und Regie führte. Der 29-minütige Kurzfilm handelt von einer russischen Altenpflegerin, welche sich um einen 89-jährigen Demenzkranken mit NS-Vergangenheit kümmert. Charin gewann mit Leben Lassen den Kodak Eastman Award auf den Hofer Filmtagen und war für den Deutschen Kurzfilmpreis, und die First Steps Awards nominiert. Der Film wurde, wie sein Debütfilm Therapie (2016) mit dem FBW-Prädikat „Besonders Wertvoll“ ausgezeichnet.
Der 117-minütigen Thriller Therapie (2016) entstand in Koproduktion mit dem Bayerischen Rundfunk. Der Film hatte seine Uraufführung auf dem A-Festival Shanghai International Film Festival und wurde 2019 ins ARD-Programm Debüt im Ersten aufgenommen. Der Stoff basiert in seiner Inspiration auf Charins langjähriger ehrenamtlicher Arbeit in der Jugendhaftanstalt Berlin Plötzensee.

### Erfolg in Film und Serie
2018 war Charin einer der Co-Autoren der zweiten Staffel der Serie 4 Blocks sowie Additional Writer und Co-Story-Autor bei der Netflixserie How to Sell Drugs Online (fast).
Bei der Serie Life’s a Glitch with Julien Bam (2021) war er einer von sechs Creator der Serie und wirkte in der Anfangsphase der Produktion an den Drehbüchern mit, bevor für ihn die Vorbereitung seines ersten Major-Films als Regisseur und Drehbuchautor begannen bei den LEONINE STUDIOS.
Als Regisseur und Co-Autor drehte er nämlich im Frühjahr 2021 den Kinofilm Krass Klassenfahrt, der den Namen und einige Charaktere der gleichnamigen Webserie aufgreift, und gleichzeitig mit internationalem Kino-Anspruch und einem hochprofessionellen Team durch das Studio LEONINE AG, die Odeon Fiction GmbH und Blue Sky Adriatic umgesetzt wurde.

### Kurzfilme
Neben seiner Tätigkeit für größere Projekte realisiert Felix mit seiner festen Crew (“GRIM”) regelmäßig Horror- und Thriller-Kurzfilme, um auf soziale Missstände aufmerksam zu machen.
Sein Horror-Film Take Of Your Clothes kritisiert die Arbeitsumstände im Bereich Fast Fashion und ging mit 3,9 Millionen Aufrufen (Stand: 2. November 2021) auf Youtube viral. Die GRIM-Kurzfilme laufen dabei auf internationalen Festivals, sowie im Anschluss online. Im Film Lovemaking of Trolls, der auf 19 internationalen Festivals lief (Stand: 2. November 2021), spielt Charin die Hauptrolle und gewann damit den Preis für das beste Drehbuch beim Festival de Cine Europeo de Puerto Rico sowie den Arrepío Award für den “Best Horror Short” beim Galician Freaky Film Festival.